# Pandamangalam
Pandamangalam è una suddivisione dell'India, classificata come town panchayat, di 5.949 abitanti, situata nel distretto di Namakkal, nello stato federato del Tamil Nadu. In base al numero di abitanti la città rientra nella classe V (da 5.000 a 9.999 persone).

## Geografia fisica
La città è situata a 11° 06' 13 N e 77° 58' 42 E.

## Società

### Evoluzione demografica
Al censimento del 2001 la popolazione di Pandamangalam assommava a 5.949 persone, delle quali 3.002 maschi e 2.947 femmine. I bambini di età inferiore o uguale ai sei anni assommavano a 527, dei quali 268 maschi e 259 femmine. Infine, coloro che erano in grado di saper almeno leggere e scrivere erano 4.155, dei quali 2.332 maschi e 1.823 femmine.